# Ріу-Клару (футбольний клуб)
«Ріу-Клару» (порт. Rio Claro Futebol Clube) — професіональний Бразильський футбольний клуб з однойменного міста, заснований у 9 травня 1909 року професором Жоакімом Арнолдом та працівниками залізничної комапанії Паліста ді Естардаш ді Ферру (Константіну Карросіне, Жоау Ламбах та Бенту Ештавам ді Сікейра). На даний час виступає в Серії A2 Ліги Пауліста (другий дивізіон чемпіонату штату Сан-Паулу).

## Історія
На даний час «Ріу-Клару» є четвертим найдавнішим професіональним клубом у штаті Сан-Паулу (після «Понте-Прети», заснованої 1900 року, «Інтернасьйоналя ді Бебедуру», зоснованого 1906 року, та «Пірассунунгуенсе», заснованого в 1907 році). Лише після заснування «Ріу-Клару» з'явилися інші гранди столичного футболу. 
За 106 років свого існування команда використовувала 4 стадіони для тренувань та проведення матчів:
- З 1909 по 22 березня 1914 року — поле, яке знаходилося на «Байрру Сідаде Нова»;
- З 29 квітня 1914 по 1930-ті роки — Стадіон «Греміо дос Емпрегадуш Сіа Пауліста» (стадіон робітників компанії Сіа Пауліста);
- 1931—1972 роки — колишній «Муніципальний стадіон», зараз — «Еспраку Лівре ді Конвівенсія ді Сентру»;
- З 28 січня 1973 року — теперішній стадіон «імені Доктора Аугушту Шмідта Філью».

У 1909 року «Ріу-Клару» не проводив матчі, а лише тренувався. 23 січня 1910 року журнал «O Alpha» повідомив про першу гру в Ріо-Клару проти СК «Карамуру» з міста Кордейрополіс (на даний час цей клуб вже припинив своє існування). «Ріу-Клару» переміг з рахунком 2:0. Вперше в офіційному футбольному турнірі команда взяла участь у 1915 році («Західна Ліга»). Переможцем цього турніру став «Жаботікабал Атлетіку». У 1915 році було створено ФК «Жувеніл Ріу-Клару». 27 серпня 1916 року було проведено матч-відкриття на «Греміо дос Емпрегадуш Сіа Пауліста». Пауліста зіграла матч проти «Палмейраса», клубу з Серії A. «Ріу-Клару» переміг з рахунком 1:0. 
Перший товариський матч з командою поза межами штату Сан-Паулу пройшов 25 грудня 1916 року, на Різдво, проти клубу «Корінтіанс Пауліста», гості здобули перемогу з рахунком 3:2. 15 квітня 1917 року «Ріу-Клару» здійснив візит до «Палестри Італії» (зараз — СЕ «Палмейрас»). Преса повідомила, що цей матч зібрав значну кількість вболівальників. «Палестра» переміг з рахунком 2:0. У 1918 році було створено дитячу команду клубу. «Ріу-Клару» став другим клубом зі штату Сан-Паулу, який для виїзних матчів використовував літак, після «Воторантіму».
Протягом своєї історії «Ріу Клару» виграв значну кількість товариських турнірів та виставкових матчів. Незважаючи на те, що протягом багатьох років «Ріу-Клару» не бере участі в аматорському чемпіонаті міста, тим не менше клуб до сих пір є рекордсменому за кількістю чемпіонств у цьому турнірі — 9 (з 1940 року). Одним з найбільших успіхів клубу бла перемога в Серії B1 Ліги Пауліста та виступи у вищому дивізіоні Ліги Паулісти у 2007, 2008, 2010 та 2014 роках під керівництвом Паулу Роберту Сантуша (2006 та 2010) та Карміно Коломбіні (2009).
2000 рік — «Комета» Синього Півня
Після кількох невдалих спроб підвищитися в класі у 90-х роках XX століття, «Ріо-Клару» запросив на той час молодого тренера Паулу Роберту Сантоша, який очолив команду у п'ятому дивізіоні чемпіонату штату, а декількома роками пізніше вивів «Азулану» в еліту чемпіонату штату Сан-Паулу, за що отримав прізвисько «Король підвищення» (порт. Rei do Acesso).
2001 — перший крок
У 2001 році «Ріу-Клару» виступав у Серії B1 (нині розформована) Ліги Пауліста, яка на той час у системі ліг штату Сан-Паулу відповідала 5 дивізіону. З доволі скромним підбіром гравців та підтримкою уболівальників клуб вийшов до фіналу Серії B1, в якому щоправда поступився й залишився на наступний сезон у цьому турнірі, який, однак, був вже 4 дивізіоном. 
2002 — чемпіонство
У 2002 році «Азулау» проактично повторило минулорічний шлях (знову відстав від лідера, цього разу на декілька очок) у 5 дивізіон, проте цього разу команда виступила впевненіше й перемогла в Серії B1 Паулісти. Суперником команди були їх земляки з Ріо-Клару, «Вело Клубе». 
В одному й тому ж дивізіоні «Ріу-Клару» та «Вело» зустрілись один з одним на «Шмідтау», цей поєдинок завершився внічию 1:1 (єдиним голом у футболці «ріукларісти» відзначився Толедо). Друга дуель між «Блакитним півнем» та «Червоним півнем» відбулася на стадіоні «Беніту Анжелу Кастеллану», який на той час ще носив назву «Вело». У цьому поєдинку Азулау здобули важку перемогу з рахунком 3:2.
У півфіналі турніру «Ріу-Клару» зустрівся з іншим сусідом-суперником — «Леменсе». Відповідно до регламенту змагання, який передбачав підвищення в класі двох команд (чемпіона та фіналіста), команда яка б вийшла до фіналу автоматично отримувала путівку до Серії A3. У першому поєдинку, в місті Леме, з рахунком 2:1 перемогу святкували «Сині півні». У матчі-відповіді, на «Шмідтау», «Ріу-Клару» знову здобув перемогу, цього разу з рахунком 1:0, завдяки чому гарантував собі на наступний сезон місце в третьому дивізіоні.
Незважаючи на здобуття путівки до Серії A3, «Ріу-Клару» довелося зіграти в фіналі проти «Гуарантінгети». Завдяки бездоганній грі в обороні «Гало-Азул» здобули перемогу з рахунком 3:0, завоювавши чемпіонський трофей.
2005 — вихід до Серії A2
У 2005 році ФК «Ріу-Клару» виступав у Серії A3 Ліги Паулісти та кваліфікувався до другого етапу змагань, де вісім найкращих команд за підсумками першого етапу були розподілені на дві групи, в кожній з яких команди-суперниці мали двічі зустрітися одна з одною, по одному разу вдома та на виїзді. На груповому етапі суперниками «Ріу-Клару» були «Греміо Баруері», «Сан-Жозе» та «XV ді Новембру». У фіналі чотирьох «Ріу-Клару» зустрівся з «XV ді Жау», на стадіоні «Зезінью Магаляєш», у Жау. «Гріміо Баруері» вже забезпечив собі підвищення в класі, а лруга путівка розігрувалася між «Блакитним півнем» та «Півднем регіону», при цьому «XV ді Жау», грав у себе вдома та мав перевагу у вигляді виїзного голу.
Незважаючи на підтримку «XV ді Жау» стадіоном «Зезінью Магаляєш», на якому тоді зібралося понад 13 000 уболівальників, «Ріу-Клару» повів у рахунку, 1:0, завдяки голу Лусіану Жиганті. Однак у другому таймі господарі поля вирівняли гру й зрівняли рахунок. А вже через хвилину фланговий захисник Жонас, з «Ріу-Клару», отримав червону картку. Маючи на 1 гравця більше, при підтримці власних уболівальників та з вигідним рахунком «XV ді Жау» мав кращі шанси для підвищення в класі. Проте на 47-й хвилині другого тайму, Лусіану Жиганті забив м'яч, і встановив остаточний рахунок, який гарантував «Ріу-Клару» місце в Серії A2 на 2006 рік. Цей матч став одним з найдраматичніших в історії клубу.
Також у 2005 році ФК «Ріу-Клару» став фіналістом Кубку федерації Пауліти з футболу, поступившись клубу з північного заходу штату, «Бауру».
2006 — вихід у Серію A
Ще під керівництвом Паулу Роберту «Ріу-Клару» вдало дебютував у Серії A2 Ліги Пауліста й грантував собі участь у фінальній частині чемпіонату, турнірі чотирикутника. На шляху до фінальної частини чемпіонату, у груповому раунді «Гало Асул» були сильнішими за «Сертажинью», «Палмейраш B» та «Такварінтінгу». Вихід до наступного раунду «Ріу-Клару» гарантував собі завдяки перемозі над «Палмейраш B» з рахунком 2:0 на стадіоні «Палестра Італія». Голами відзначилися Едсон Бататаїш та Лусіану.
Після перемоги у фіналі турніру чотирикутника над «Ред Булл Бразіл» «Азулау» на правах чемпіона Серії A2 Ліги Пауліста 2013 вийшли до Серії A1.
У 2014 році «Галу Азул» продемонстрували свій найкращий сезон, з перших турів чемпіонату зайняли лідируючі місця й до останнього туру першого етапу боролися за вихід до 1/4 фіналу Ліги Пауліста. У сезонах 2015 та 2016 років команда виступала в Серії A1, проте за підсумками останнього з нах посіла 20-те місце та повернулася до Серії A2, в якому на даний час і виступає.

## Досягнення
- Ліга Пауліста-Серія A2
  -  Срібний призер (2): 1973, 2013

- Ліга Пауліста-Серія A3
  -  Срібний призер (1): 1971

- Ліга Пауліста-Серія B1
  -  Чемпіон (1): 2002

- Ліга Пауліста-Серія B2
  -  Срібний призер (1): 2001

- Кубок Паулісти
  -  Фіналіст (1): 2005

- Чемпіонат міста Ріу-Клару
  -  Чемпіон (13): 1921, 1922, 1939, 1940, 1941, 1942, 1943, 1945, 1946, 1948, 1959, 1963, 1964

- Кубок міста Ріу-Клару
  -  Володар (1): 2013

## Статистика виступів

### По турнірах
|  | Виступає в 2018 |

| Змагання       | Змагання      | Сезонів                     | Найкращий результат                                                           | Роки                        | П | В |
|                | Ліга Пауліста | 6                           | 12º місце (2007)                                                              | 2007-2008, 2010 e 2014-2016 |   | 3 |
| Серія A2       | 24            | Віце-чемпіон (1973 та 2013) | 1948-1952, 1973-1980, 1982-1983, 1985-1986, 2006, 2009, 2011-2013 e 2017-2018 | 3                           | ? |   |
| Серія A3       | 16            | Віце-чемпіон (1971)         | 1954, 1956-1957, 1961, 1969-1971, 1981, 1988-1989, 1991-1993 e 2003-2005      | ?                           | ? |   |
| Серія B1       | 1             | Чемпіон (2002)              | 2002                                                                          | 1                           | – |   |
| Серія B2       | 6             | Віце-чемпіон (2001)         | 1994 та 1997-2001                                                             | 1                           | – |   |
| Кубок Паулісти | 6             | Фіналіст (2005)             | 2003-2005, 2008, 2012 e 2016                                                  |                             |   |   |
| Бразилія       | Серія C       | 1                           | 24º місце (2007)                                                              | 2007                        | – |   |

### По сезонах
Легенда:
| Чемпіонство. Віце-чемпіонство. Вихід до півфіналу. | Вихід у Кубок Лібертадорес. Вихід у Кубок Лібертадорес шляхом перемоги у Кубку Бразилії чи Кубку Лібертадорес. Вихід у Кубок Бразилії чи Південноамериканський кубок. | Чемпіонство у відкритій Лізі Пауліста. Виліт до нижчого дивізіону. Вихід до вищого дивізіону. |

## Стадіон
Муніципальний стадіон імені Доктора Аугушту Шмідтп, відомий як Шмідтау, — футбольний стадіон у місті Ріо-Клару, штат Сан-Паулу.
Відкритий під назвою Стадіон імені Доктора Альваро Перін, для його відкриття «Ріу-Клару» запросив «Корінтіанс», «Сан-Паулу» та «Велу Клуб», які зіграли три матчі проти господарів нового стадіону. В цих матчах було зафіксовано наступні результати:
- 28 січня 1973 року — «Ріу Клару» 1 x 2 «Корінтіанс Пауліста»
- 4 лютого 1973 року — «Ріу Клару» 0 x 1 «Сан-Паулу»
- 11 лютого 1973 року — «Ріу Клару» 1 x 0 «Велу Клуб»

## «Дербі Ріукларенсі»
На міському рівні найпринциповішим суперником клубу був Велу Ріукларенсі («Велу Клуб»), відоме як «Дербі Ріу-Клару». За всю історію цього протистояння зіграно 151 матч, серед яких 56 перемог «Ріу-Клару», 53 перемоги «Велу Клуб» і 42 нічиї, 208 м'ячів забили «Ріу-Клару», а 209  — їх суперники. Після майже 10-річної перерви дві команди двіі зустрілися одна з одною, в рамках 6-го туру чемпіонату Азулау двічі перемогли в Срії A2 Ліги Пауліста та двічі в Кубку Паулісти 2012, в усіх випадках з однаковим рахунком 1:0. Останнє «переможне» дербі відбулося 16 лютого 2013 року, в ньому з рахунком 2:0 на міському стадіоні «Беніту А. Кастеллану» переміг ФК «Ріу-Клару», а 16 лютого 2017 року на «Шмітдау» була зафіксована нічия 0:0.

## Відомі президенти
| - 1909-1911 - Селсу де Діма - 1912-1913 - Вілліам Х. Голдшип - 1914 - Адау Грей - 1914-1915 - Гільєрме Томас - 1916- Каетану Рібейру - 1917-1919 - Роберту ді Олівейра Рамалью - 1920-1924 - Пріма Рівера Жуніур - 1925-1927 - Сідней Беррі Грей - 1928-1929 - Антоніу Падулла Нетту - 1930 - Нікомендеш Корреа да Сильва - 1931-1933 - Франсишку Пентеаду Жуніор - 1934 - Алсідеш Перейра ді Араужу - 1935 - Франсишку Пентеаду Жуніор - 1936-1938 - Антоніу Падулла Нетту - 1939-1943 - Алсідеш Перейра ді Араужу - 1944-1945 - Карлуш Шмідт Корреа - 1946 - Алсідеш Перейра ді Араужу - 1947 - Нельсон Сімоєш Родрігеш - 1948 - Алсідеш Перейра ді Араужу - 1949 - Бенедікту Фернанду Кошта - 1950 - Італу Берберіу - 1951 - Роберту Анжелу Маа - 1952-1953 - Алсідеш Перейра ді Араужу - 1954-1955 - Антоніо Гріньйоллі - 1956-1957 - Нестор Тімоні - 1958 - Етторе Доманескі - 1959-1965 - Еуженіу Росалем | - 1966 - Італу Берберіу - 1967-1969 - Жозе Кардозу Маркеш - 1970 - Франсішку Гарріту - 1971-1972 - Арманду Луїж Бонані - 1973-1974 - Антоніу Гіменеж - 1975 - Жозе Кардозу Маркеш - 1976 - Жуалтер Маркуссі - 1976-1977 - Ділермандо Бово - 1978 - Гомендадор Антоніу Маньєру - 1979 - Жозе Карлуш Наітцке - 1980 - Габріель Жойя - 1981 - Франсішку де Бріту Морейра Пінью - 1982 - Франсішку Гарріту - 1983 - Франсішку де Бріту Морейра Пінью - 1983 - Жозе Жеральду Іванськи Кошта - 1984 - Одаір Булл - 1985 - Марселу Пердіцца Нету - 1986 - Лазару Кордейру Жуніор - 1987 - Одаір Булл - 1988 - Жозе Вісенте де Паула Олівейра - 1989-1990 - Жозе Кардожу Маркеш - 1991-2002 - Жозе Жеальду Томазелла - 2003-2009 - Жозе Карлуш Баунгартнер - 2009-2010- Петерсон Баунгартнер - 2011- Фабіу Відал Міна Жуніур - 2011- Рене Едуарду Сальве - 2012- 2014 - Луїж Антоніу Бальбу Перейра |

## Відомі гравці
- Данілу Авелар
- Андре Луїш Марселіно Консейсао
- Женізон Піасентіні ді Куадра
- Пауло Віктор де Менезес Мело
- Сілвіо Родрігес Перейра Жуніор